# Annie Hunter
Annie G. Hunter (1860 – 1927) fue una ilustradora y artista británica que ganó prestigio entre los arqueólogos de su época por sus dibujos, reproducciones y calcas de monumentos, estelas e inscripciones de la civilización maya precolombina.
Hacia finales del siglo XIX Hunter fue comisionada por el mayista y académico Alfred Maudslay para realizar dibujos y acuarelas de monumentos mayas. Para desempeñar su trabajo usó dinteles, estelas, reproducciones en yeso y material museográfico, así como fotografías. El material que produjo fue publicado en la reconocida obra iconográfica y arqueológica de Maudslay, especialmente en Biologia Centrali-Americana: Archaeology (London: R.H. Porter and Dulau, 1889-1902). Ian Graham describe el trabajo de Hunter en su libro sobre Alfred Maudslay y los maya.
La obra de Hunter proveyó material útil para el estudio de la iconografía maya a principios del siglo XX; la calidad y el detalle de sus ilustraciones dieron a los estudiosos acceso a material de otra manera difícil de examinar. A partir del éxito que obtuvo por sus trabajos con Maudslay, la Universidad de Pensilvania, a través de su museo de arqueología, ofreció a Hunter un contrato para que realizara acuarelas e ilustraciones de objetos de cerámica mayas a fin de publicarlas en diversas obras del museo. En esta tarea se concentró Hunter durante varios años.